# 手提音響
手提音响（英語：boombox）是一种晶体管便携式音乐播放器，配有一至两个盒式磁带播放器/录音机和AM/FM收音机，上方通常带有一个手提把手。从20世纪90年代中期开始，一般的手提音響通常都會配备至少一個CD播放机。声音通过放大器和两个或多个集成揚聲器传送。手提音响是一种通常可以接收電台廣播并播放录制的音乐（通常是磁带或CD ，音量通常很大）的设备。许多型号还能够将广播和其他来源的内容录制到磁带上。在1990年代，一些優質手提音響會有配备MiniDisc录音机和播放器。手提音响是专为便携性而设计，可由电池或线路电流供电。20世纪70年代末，手提音響被引入美国市场。爲了音質更加响亮、更重低音，音響变得更大、更重；到了20世纪80年代，一些手提音響已经达到了一個手提箱的大小。一些较大的音箱甚至装有垂直插入的唱片转盘。大多數手提音響都是由大型电池供电的，因此他們非常笨重。